# گینو پروتزی
گینو پروتزی (انگلیسی: Gino Peruzzi؛ زاده ۹ ژوئن ۱۹۹۲) یک بازیکن فوتبال اهل آرژانتین است.